# بلوود (ویرجینیا)
بلوود (به انگلیسی: Bellwood) یک منطقهٔ مسکونی در ایالات متحده آمریکا است که در شهرستان چسترفیلد، ویرجینیا واقع شده‌است. بلوود ۱۵٫۰ کیلومتر مربع مساحت و ۶٬۳۵۲ نفر جمعیت دارد و ۲۹ متر بالاتر از سطح دریا واقع شده‌است.